# Wang Shuchen
Wang Shuchen (xinès simplificat: 王树忱, pinyin: Wáng Shùchén; Dandong, Liaoning, setembre del 1931 - octubre del 1991) fou un animador i director de cinema xinés d'ètnia hui, format a l'estudi de cinema d'animació de Shanghai. També va exercir de ninotaire en el seu temps lliure.
Va estudiar art a Shenyang per un breu període, abans d'unir-se a la Dongbei el 1949. Durant més de trenta anys va estar a l'estudi d'animació de Shanghai, on va tindre la idea que acabaria sent Rebombori al cel, i fou un dels tres directors de la guardonada pel·lícula del 1979 Nezha Nao Hai. També va ser el director de l'estudi, i posteriorment dirigí La llegenda del llibre segellat.